# Liste der Autorenbeteiligungen und Produktionen von Cirkut
Dies ist eine Übersicht über die Autorentätigkeiten (Musik/Text) des kanadischen Musikers, Komponisten, Liedtexters und Musikproduzenten Cirkut. Zu berücksichtigen ist, dass Hitmedleys, Remixe, Liveaufnahmen oder Neuaufnahmen des gleichen Interpreten nicht aufgeführt werden. Bei vielen Liedern war Cirkut nicht alleiniger Autor oder Produzent, die weiteren Namen sind im jeweiligen Liedartikel hinterlegt, sofern dieser vorhanden ist.

## Autorenbeteiligungen und Produktionen
| Jahr | Titel                                              | Interpret               | Album                                   |
| ---- | -------------------------------------------------- | ----------------------- | --------------------------------------- |
| 2008 | Mmm Papi                                           | Britney Spears          | Circus                                  |
| 2011 | Blow (Remix)                                       | Kesha                   | I Am the Dance Commander                |
| 2011 | Seal It with a Kiss                                | Britney Spears          | Femme Fatale                            |
| 2011 | High For This                                      | The Weeknd              | House of Balloons                       |
| 2011 | Wild Heart                                         | Sabi                    | All I Want                              |
| 2011 | Where They Do That At                              | Sabi                    | All I Want                              |
| 2011 | Domino                                             | Jessie J                | Who You Are                             |
| 2011 | Good Feeling                                       | Flo Rida                | Wild Ones                               |
| 2011 | Hangover (feat. Flo Rida)                          | Taio Cruz               | TY.O                                    |
| 2011 | Make It Last Forever                               | Taio Cruz               | TY.O                                    |
| 2011 | Tattoo                                             | Taio Cruz               | TY.O                                    |
| 2011 | You Da One                                         | Rihanna                 | Talk That Talk                          |
| 2011 | Where Have You Been                                | Rihanna                 | Talk That Talk                          |
| 2011 | Turn All The Lights On (feat. Ne-Yo)               | T-Pain                  | Revolver                                |
| 2012 | Never Close Our Eyes                               | Adam Lambert            | Trespassing                             |
| 2012 | Better than I Know Myself                          | Adam Lambert            | Trespassing                             |
| 2012 | Part of Me                                         | Katy Perry              | Teenage Dream: The Complete Confection  |
| 2012 | Wide Awake                                         | Katy Perry              | Teenage Dream: The Complete Confection  |
| 2012 | Problem (The Monster Remix)                        | Becky G                 | Hotel Transylvania Soundtrack           |
| 2012 | Young Forever                                      | Nicki Minaj             | Pink Friday: Roman Reloaded             |
| 2012 | Va Va Voom                                         | Nicki Minaj             | Pink Friday: Roman Reloaded             |
| 2012 | Masquerade                                         | Nicki Minaj             | Pink Friday: Roman Reloaded             |
| 2012 | Brokenhearted                                      | Karmin                  | Hello                                   |
| 2012 | Both of Us (feat. Taylor Swift)                    | B.o.B                   | Strange Clouds                          |
| 2012 | Strange Clouds (feat. Lil Wayne)                   | B.o.B                   | Strange Clouds                          |
| 2012 | Arena (feat. T.I. & Chris Brown)                   | B.o.B                   | Strange Clouds                          |
| 2012 | Primadonna                                         | Marina and the Diamonds | Electra Heart                           |
| 2012 | Lies                                               | Marina and the Diamonds | Electra Heart                           |
| 2012 | How to be a Heartbreaker                           | Marina and the Diamonds | Electra Heart                           |
| 2012 | One More Time                                      | Baby E                  |                                         |
| 2012 | Wish U Were Here (feat. Becky G)                   | Cody Simpson            | Paradise                                |
| 2012 | Rock Me                                            | One Direction           | Take Me Home                            |
| 2012 | Oath (feat. Becky G)                               | Cher Lloyd              | Sticks + Stones                         |
| 2012 | Warrior                                            | Kesha                   | Warrior                                 |
| 2012 | Die Young                                          | Kesha                   | Warrior                                 |
| 2012 | C’mon                                              | Kesha                   | Warrior                                 |
| 2012 | Thinking of You                                    | Kesha                   | Warrior                                 |
| 2012 | Crazy Kids (feat. will.i.am)                       | Kesha                   | Warrior                                 |
| 2012 | Wherever You Are                                   | Kesha                   | Warrior                                 |
| 2012 | Dirty Love                                         | Kesha                   | Warrior                                 |
| 2012 | Wonderland                                         | Kesha                   | Warrior                                 |
| 2012 | Only Wanna Dance With You                          | Kesha                   | Warrior                                 |
| 2012 | Supernatural                                       | Kesha                   | Warrior                                 |
| 2012 | Gold Trans Am                                      | Kesha                   | Warrior                                 |
| 2012 | Last Goodbye                                       | Kesha                   | Warrior                                 |
| 2012 | Till the World Ends (Twister Remix)                | Britney Spears          | Femme Fatale                            |
| 2012 | High for This                                      | Ellie Goulding          | Halcyon                                 |
| 2013 | Geekin’                                            | will.I.am               | #willpower                              |
| 2013 | Fall Down (feat. Miley Cyrus)                      | will.I.am               | #willpower                              |
| 2013 | Far Away from Home (feat. Nicole Scherzinger)      | will.I.am               | #willpower                              |
| 2013 | Ooh La La                                          | Britney Spears          | Music From and Inspired by the Smurfs 2 |
| 2013 | Vacation                                           | G.R.L.                  | Music From and Inspired by the Smurfs 2 |
| 2013 | Walks Like Rihanna                                 | The Wanted              | Word of Mouth                           |
| 2013 | Play It Again                                      | Becky G                 | Play It Again                           |
| 2013 | Can’t Get Enough (feat. Pitbull)                   | Becky G                 | Play It Again                           |
| 2013 | Zoomin’ Zoomin                                     | Becky G                 | Play It Again                           |
| 2013 | Built for This                                     | Becky G                 | Play It Again                           |
| 2013 | Lovin’ What You Do                                 | Becky G                 | Play It Again                           |
| 2013 | Roar                                               | Katy Perry              | Prism                                   |
| 2013 | Ghost                                              | Katy Perry              | Prism                                   |
| 2013 | Legendary Lovers                                   | Katy Perry              | Prism                                   |
| 2013 | Birthday                                           | Katy Perry              | Prism                                   |
| 2013 | Unconditionally                                    | Katy Perry              | Prism                                   |
| 2013 | Dark Horse (feat. Juicy J)                         | Katy Perry              | Prism                                   |
| 2013 | International Smile                                | Katy Perry              | Prism                                   |
| 2013 | Wrecking Ball                                      | Miley Cyrus             | Bangerz                                 |
| 2013 | Harder We Fall                                     | Jessie J                | Alive                                   |
| 2013 | Excuse My Rude (feat. Becky G)                     | Jessie J                | Alive                                   |
| 2013 | Gold                                               | Jessie J                | Alive                                   |
| 2013 | Smokin Rollin                                      | Juicy J                 | Stay Trippy                             |
| 2013 | Bounce It                                          | Juicy J                 | Stay Trippy                             |
| 2013 | Give It 2 U (feat. Kendrick Lamar)                 | Robin Thicke            | Blurred Lines                           |
| 2013 | Brightest Morning Star                             | Britney Spears          | Britney Jean                            |
| 2013 | Timber (feat. Kesha)                               | Pitbull                 | Global Warming: Meltdown                |
| 2014 | Anywhere for You                                   | John Martin             |                                         |
| 2014 | Show Me What You Got                               | G.R.L.                  | G.R.L.                                  |
| 2014 | Ugly Heart                                         | G.R.L.                  | G.R.L.                                  |
| 2014 | Rewind                                             | G.R.L.                  | G.R.L.                                  |
| 2014 | Quiero Bailar (All Through The Night)              | 3BallMTY                | Globall                                 |
| 2014 | Dare (La La La)                                    | Shakira                 | Shakira.                                |
| 2014 | All Or Nothing (feat. Bunji Garlin & Diplo)        | Elliphant               | Look Like You Love It                   |
| 2014 | Time of Our Lives (feat. Ne-Yo)                    | Pitbull                 | Globalization                           |
| 2014 | Sexy Beaches (feat. Chloe Angelides)               | Pitbull                 | Globalization                           |
| 2014 | Drive You Crazy (feat. Jason Derulo & Juicy J)     | Pitbull                 | Globalization                           |
| 2014 | Wild Wild Love (feat. G.R.L.)                      | Pitbull                 | Globalization                           |
| 2014 | We Are One (Ole Ola)                               | Pitbull                 | Globalization                           |
| 2014 | Zipper                                             | Jason Derulo            | Talk Dirty                              |
| 2014 | Can’t Get Enough                                   | Becky G                 | Play It Again                           |
| 2014 | Shower                                             | Becky G                 |                                         |
| 2014 | Can’t Stop Dancin’                                 | Becky G                 |                                         |
| 2014 | I Don’t Mind                                       | Usher                   | UR                                      |
| 2014 | Get on Your Knees (feat. Ariana Grande)            | Nicki Minaj             | The Pinkprint                           |
| 2014 | Only (feat. Drake, Lil Wayne & Chris Brown)        | Nicki Minaj             | The Pinkprint                           |
| 2014 | Trini Dem Girls (feat. LunchMoney Lewis)           | Nicki Minaj             | The Pinkprint                           |
| 2014 | The Night is Still Young                           | Nicki Minaj             | The Pinkprint                           |
| 2014 | Pills N Potions                                    | Nicki Minaj             | The Pinkprint                           |
| 2014 | She Knows                                          | Ne-Yo                   | Non-Fiction                             |
| 2014 | Stayin out All Night                               | Wiz Khalifa             | Blacc Hollywood                         |
| 2014 | Sugar                                              | Maroon 5                | V                                       |
| 2014 | Low (feat. Nicki Minaj, Lil Bibby & Young Thug)    | Juicy J                 | The Hustle Continues                    |
| 2014 | Never Been In Love                                 | Elliphant               | One More                                |
| 2014 | One More                                           | Elliphant               | One More                                |
| 2014 | Completement Fou                                   | Yelle                   | Complètement fou                        |
| 2014 | Coca Sans Bulles                                   | Yelle                   | Complètement fou                        |
| 2014 | Florence En Italie                                 | Yelle                   | Complètement fou                        |
| 2014 | Un Jour Viendra                                    | Yelle                   | Complètement fou                        |
| 2015 | This Is How We Roll                                | Fifth Harmony           | Reflection                              |
| 2015 | Lighthouse                                         | G.R.L.                  |                                         |
| 2015 | Dance Like We’re Makin’ Love                       | Ciara                   | Jackie                                  |
| 2015 | Give Me Love                                       | Ciara                   | Jackie                                  |
| 2015 | Lullaby                                            | Ciara                   | Jackie                                  |
| 2015 | Kiss N Tell                                        | Ciara                   | Jackie                                  |
| 2015 | The Best People In The World                       | Elliphant               |                                         |
| 2015 | The Water Dance                                    | Chris Porter            | The Water Dance                         |
| 2015 | Once in a Lifetime                                 | Flo Rida                | My House                                |
| 2015 | Come Home                                          | Ava Koci                |                                         |
| 2015 | Like This                                          | R. City                 | What Dreams are Made Of                 |
| 2015 | Locked Away (feat. Adam Levine)                    | R. City                 | What Dreams are Made Of                 |
| 2015 | Checking for You                                   | R. City                 | What Dreams are Made Of                 |
| 2015 | Take You Down                                      | R. City                 | What Dreams are Made Of                 |
| 2015 | Broadway                                           | R. City                 | What Dreams are Made Of                 |
| 2015 | Over                                               | R. City                 | What Dreams are Made Of                 |
| 2015 | Make Up                                            | R. City                 | What Dreams are Made Of                 |
| 2015 | Again                                              | R. City                 | What Dreams are Made Of                 |
| 2015 | Live By The Gun                                    | R. City                 | What Dreams are Made Of                 |
| 2015 | Slave to the Dollar                                | R. City                 | What Dreams are Made Of                 |
| 2015 | Save My Soul                                       | R. City                 | What Dreams are Made Of                 |
| 2015 | Crazy Love                                         | R. City                 | What Dreams are Made Of                 |
| 2015 | Don’t You Worry                                    | R. City                 | What Dreams are Made Of                 |
| 2015 | Our Story                                          | R. City                 | What Dreams are Made Of                 |
| 2015 | Marching Band (feat. Juicy J)                      | R. Kelly                | The Buffet                              |
| 2015 | Lovin’ So Hard                                     | Becky G                 |                                         |
| 2015 | Break a Sweat                                      | Becky G                 |                                         |
| 2015 | You Love It                                        | Becky G                 |                                         |
| 2015 | Everybody (feat. Azealia Banks)                    | Elliphant               | Living Life Golden                      |
| 2015 | Love Me Badder                                     | Elliphant               | Living Life Golden                      |
| 2015 | Whip It! (feat. Chloe Angelides)                   | Lunchmoney Lewis        |                                         |
| 2015 | Ain’t Too Cool                                     | Lunchmoney Lewis        |                                         |
| 2016 | Jet Set                                            | AVA                     |                                         |
| 2016 | Ain’t Your Mama                                    | Jennifer Lopez          | Por Primera Vez                         |
| 2016 | Greenlight (feat. Flo Rida & Lunchmoney Lewis)     | Pitbull                 | Climate Change                          |
| 2016 | Anyone But You                                     | AVA                     |                                         |
| 2016 | Guys My Age                                        | Hey Violet              | From the Outside                        |
| 2016 | Starboy (feat. Daft Punk)                          | The Weeknd              | Starboy                                 |
| 2016 | False Alarm                                        | The Weeknd              | Starboy                                 |
| 2016 | Reminder                                           | The Weeknd              | Starboy                                 |
| 2016 | Secrets                                            | The Weeknd              | Starboy                                 |
| 2016 | Six Feet Under                                     | The Weeknd              | Starboy                                 |
| 2016 | Ordinary Life                                      | The Weeknd              | Starboy                                 |
| 2016 | Nothing Without You                                | The Weeknd              | Starboy                                 |
| 2016 | I Feel It Coming (feat. Daft Punk)                 | The Weeknd              | Starboy                                 |
| 2017 | I Don’t Want It At All                             | Kim Petras              |                                         |
| 2017 | Slow It Down                                       | Kim Petras              |                                         |
| 2017 | All Night (feat. LunchMoney Lewis)                 | Big Boi                 | Boomiverse                              |
| 2017 | Ugly                                               | Jaira Burns             |                                         |
| 2017 | A Little Work                                      | Fergie                  | Double Dutchess                         |
| 2017 | Bang Bang (feat. R. City, Selah Sue & Craig David) | DJ Fresh & Diplo        |                                         |
| 2017 | Not Your Barbie Girl                               | Ava Max                 | Heaven & Hell (Japanese Edition)        |
| 2018 | Girls Like You (feat. Cardi B)                     | Maroon 5                | Red Pill Blues                          |
| 2018 | Savior (feat. Quavo)                               | Iggy Azalea             |                                         |
| 2018 | Hurt You (feat. Gesaffelstein)                     | The Weeknd              | My Dear Melancholy                      |
| 2018 | Into Your Arms (feat. Ava Max)                     | Witt Lowry              | –                                       |
| 2018 | Salt                                               | Ava Max                 |                                         |
| 2018 | Heart to Break                                     | Kim Petras              | –                                       |
| 2018 | Can't Do Better                                    | Kim Petras              | –                                       |
| 2018 | All the Time                                       | Kim Petras              | –                                       |
| 2018 | Any Weather                                        | Birdman                 | Birdman presents: Before Anythang       |
| 2018 | Nights Like These                                  | Ne-Yo                   | Good Man                                |
| 2018 | On Ur Mind                                         | Ne-Yo                   | Good Man                                |
| 2018 | Ocean Sure                                         | Ne-Yo                   | Good Man                                |
| 2018 | Animal                                             | Trey Songz              | Tremaine the Album                      |
| 2018 | Priceless                                          | Trey Songz              | Tremaine the Album                      |
| 2018 | Come See About Me                                  | Nicki Minaj             | Queen                                   |
| 2018 | Slippin (feat. Gashi)                              | Ava Max                 | –                                       |
| 2018 | Creep On Me (feat. French Montana & DJ Snake)      | Gashi                   | –                                       |
| 2018 | Treasure Island                                    | Azealia Banks           | Fantasea II: The Second Wave            |
| 2018 | Sweet but Psycho                                   | Ava Max                 | Heaven & Hell                           |
| 2018 | Let It Be Me (feat. Ava Max)                       | David Guetta            | 7                                       |
| 2019 | So Am I                                            | Ava Max                 | Heaven & Hell                           |
| 2019 | Torn                                               | Ava Max                 | Heaven & Hell                           |
| 2019 | Freaking Me Out                                    | Ava Max                 | –                                       |
| 2019 | Blood, Sweat & Tears                               | Ava Max                 | –                                       |
| 2019 | Alone, Pt.II                                       | Alan Walker & Ava Max   | World Of Walker                         |
| 2019 | On Somebody                                        | Ava Max                 | –                                       |
| 2020 | Kings & Queens                                     | Ava Max                 | Heaven & Hell                           |
| 2020 | Who's Laughing Now                                 | Ava Max                 | Heaven & Hell                           |
| 2020 | OMG What's Happening                               | Ava Max                 | Heaven & Hell                           |
| 2020 | Naked                                              | Ava Max                 | Heaven & Hell                           |
| 2020 | H.E.A.V.E.N                                        | Ava Max                 | Heaven & Hell                           |
| 2020 | Tattoo                                             | Ava Max                 | Heaven & Hell                           |
| 2020 | Call Me Tonight                                    | Ava Max                 | Heaven & Hell                           |
| 2020 | Born To The Night                                  | Ava Max                 | Heaven & Hell                           |
| 2020 | Take You To Hell                                   | Ava Max                 | Heaven & Hell                           |
| 2020 | Belladonna                                         | Ava Max                 | Heaven & Hell                           |
| 2020 | Rumors                                             | Ava Max                 | Heaven & Hell                           |
| 2020 | Christmas Without You                              | Ava Max                 | –                                       |
| 2020 | My Head & My Heart                                 | Ava Max                 | Heaven & Hell                           |
| 2021 | EveryTime I Cry                                    | Ava Max                 | –                                       |
| 2022 | Maybe You’re the Problem                           | Ava Max                 | Diamonds & Dancefloors                  |
| 2022 | Million Dollar Baby                                | Ava Max                 | Diamonds & Dancefloors                  |
| 2022 | Unholy (feat. Kim Petras)                          | Sam Smith               | Gloria                                  |
| 2022 | Star Walkin’ (League of Legends Worlds Anthem)     | Lil Nas X               |                                         |
| 2022 | Weapons                                            | Ava Max                 | Diamonds & Dancefloors                  |
| 2022 | Dancing’s Done                                     | Ava Max                 | Diamonds & Dancefloors                  |
| 2023 | One Of Us                                          | Ava Max                 | Diamonds & Dancefloors                  |
| 2023 | Cold As Ice                                        | Ava Max                 | Diamonds & Dancefloors                  |
| 2023 | Ghost                                              | Ava Max                 | Diamonds & Dancefloors                  |
| 2023 | Sleepwalker                                        | Ava Max                 | Diamonds & Dancefloors                  |
| 2023 | Hold Up (Wait A Minute)                            | Ava Max                 | Diamonds & Dancefloors                  |
| 2023 | Diamonds & Dancefloors                             | Ava Max                 | Diamonds & Dancefloors                  |
| 2023 | In The Dark                                        | Ava Max                 | Diamonds & Dancefloors                  |
| 2023 | Turn Off The Lights                                | Ava Max                 | Diamonds & Dancefloors                  |
| 2023 | Get Outta My Heart                                 | Ava Max                 | Diamonds & Dancefloors                  |
| 2023 | Last Night On Earth                                | Ava Max                 | Diamonds & Dancefloors                  |
| 2024 | Tough                                              | Lana Del Rey & Quavo    | –                                       |